# دهستان خانندبیل غربی
دهستان خانندبیل غربی یا دهستان خورش رستم غربی نام دهستانی در بخش مرکزی شهرستان خلخال، استان اردبیل در ایران است. براساس سرشماری مرکز آمار ایران در سال ۱۳۸۵، جمعیت آن ۵۵۷۲ نفر (۱۳۵۱ خانوار) بوده‌است.